# 159 av. J.-C.
Cette page concerne l'année 159 av. J.-C. du calendrier julien proleptique.

## Événements
- 10 mars (15 mars 595 du calendrier romain) : début à Rome du consulat de Cnaeus Cornelius Dolabella et Marcus Fulvius Nobilior[1].
  - Loi Cornelia Fulvia contre la vénalité du corps électoral (loi sur la brigue)[2].
  - Censure de Scipion Nasica et Marcus Popillius Laenas[1]. Recensement : Rome compte 328 316 citoyens[3].
- Mai : le grand prêtre de Jérusalem Alkime meurt après avoir commencé à démolir l’enceinte du temple marquant le lieu saint interdit aux étrangers[4]. Devant la révolte des Maccabées, les pro-hellénistes font appel à Bacchidès, qui revient en 157 av. J.-C.

- Raid de 60 000 Xiongnu contre les commanderies chinoises de Shang (est du Gansu, nord du Shaanxi) et de Yunzhong (près de Hohhot, Mongolie-Intérieure)[5].

- Début du règne de Mirvan Ier, roi d'Ibérie (fin en 109 av. J.-C.)[6].
- Début du règne d'Artavazde Ier d'Arménie (159-123 av. J.-C.[7] ou 159-149 av. J.-C.[8]).

## Décès en 159 av. J.-C.
- Térence, poète comique (né à Carthage v. 194 av. J.-C.).
- Eumène II, roi de Pergame.
- Sauromace Ier, roi d'Ibérie (ou vers 162 av. J.-C.).
- Artaxias Ier, roi d'Arménie.